# Enderleinellus dolichocephalus
Enderleinellus dolichocephalus är en insektsart som beskrevs av Blagoveshtchensky 1965. Enderleinellus dolichocephalus ingår i släktet Enderleinellus och familjen ekorrlöss. Inga underarter finns listade i Catalogue of Life.